# Московская международная биеннале молодого искусства
Московская международная биеннале молодого искусства — российский фестиваль современного искусства, предъявляющий ограничения по возрасту к своим участникам.

## История
Впервые прошла в июле 2008 года, стала новым форматом, в который были преобразованы фестиваль молодого искусства «Стой! Кто идет?» (проводился Государственным центром современного искусства ежегодно с 2002 по 2006 годы) и выставка молодого искусства «Мастерская» (проводится Школой современного искусства «Свободные мастерские» при Московском музее современного искусства ежегодно с 2001 года).
В 2008 году к этим проектам присоединились партнеры — институции и свободные кураторы, заинтересованные в развитии молодого искусства, чьи разносторонние, но единонаправленные инициативы объединились в общий масштабный проект. Его цель — поддержать и стимулировать творческое развитие авторов нового поколения, и продемонстрировать произведения новейшего искусства заинтересованной аудитории.
Биеннале молодого искусства представляет произведения российских и зарубежных художников новой генерации, работающих в области современного искусства с использованием новейших стратегий, концепций и технологий (индивидуальные, коллективные или в составе кураторских проектов). Художниками новой генерации считаются авторы, чей возраст на момент открытия Биеннале не превышает 35 лет; в исключительных случаях по решению кураторской группы возрастные рамки могут быть незначительно смещены.
Биеннале молодого искусства формирует пространство для демонстрации актуальных именно для молодого поколения (художников и кураторов) проблем, выявления тенденций, более полного анализа того, что вот-вот придет на «взрослую» сцену.
Важно отметить международный статус Биеннале, позволяющий интегрировать молодое российское искусство в международный контекст и определить перспективы мультикультурного художественного диалога.

## Структура проектов Московской международной биеннале молодого искусства
- Основной проект: разрабатывается и осуществляется главным куратором (кураторской группой) и непосредственно отвечает теме Биеннале молодого искусства. Программа основного проекта формируется кураторской группой по результатам открытого приема заявок. Главному куратору принадлежит право приоритетного отбора заявок, поданных на Биеннале, для формирования основного проекта. 
Стратегические проекты: проводятся на экспозиционных площадках организаторов Биеннале — Государственного центра современного искусства и Московского музея современного искусства. Их задачами является определение поисков и представление основных направлений развития молодого нового искусства. Кураторы (кураторские группы) отбираются на основании открытого приема заявок и утверждаются Экспертным советом.
Специальные проекты: отражают самые различные тенденции и стратегии современного молодого искусства, как доминирующие, так и периферийные, и могут прямо или косвенно соответствовать теме очередной Биеннале. Специальные проекты могут быть осуществлены на любых экспозиционных площадках. Кураторы (кураторские группы) и концепции специальных проектов согласовываются согласовываются Экспертным советом.
Проекты параллельной программы: могут не соответствовать основной теме очередной Биеннале. Проекты параллельной программы могут осуществляться на любых площадках и утверждаются организаторами Биеннале.
- Образовательная программа

## VII Московская международная биеннале молодого искусства (2020 год)
С 13 июля по 13 сентября 2020 года в Москве в 7-й раз состоялась Московская международная биеннале молодого искусства. Проходя традиционно летом, Биеннале в этот раз продлилась до сентября и захватила большие городские события: фестивали, День города Москвы и Международную ярмарку современного искусства Cosmoscow.
Новым комиссаром биеннале молодого искусства был назначен Алексей Новоселов.
Основной проект VII Московской международной биеннале молодого искусства состоял из двух частей, которые сформировал экспертный̆ совет биеннале в рамках открытого конкурса: кураторский проект (не менее одного, но не более трех), а также три художественных проекта в пространстве Музея Москвы.

## VI Московская международная биеннале молодого искусства (2018 год)
12 мая 2017 года в университете Ка' Фоскари в Венеции комиссар 6-й Московской международной биеннале молодого искусства Екатерина Кибовская представила куратора основного проекта биеннале, которая пройдет в Москве летом 2018 года. Им стала Лукреция Калабро Висконти — молодой независимый куратор из Италии.
Тема биеннале 2018 года, предложенная Лукрецией Калабро Висконти, — «Абракадабра» (Abracadabra).
19 сентября 2017 года в Москве в Новом Пространстве Театра Наций состоялся public talk куратора основного проекта 6-й Московской международной биеннале молодого искусства Лукреции Калабро Висконти и куратора Нового Пространства Театра Наций Веры Мартынов. Во время беседы было объявлено о начале приема заявок от художников и кураторов на участие в основном и стратегических проектах 6-й Московской международной биеннале молодого искусства.
С 21 сентября по 20 ноября 2017 года на сайте http://youngart.ru был открыт прием заявок от художников не старше 35 лет на участие в основном проекте биеннале. Кураторы не старше 35 лет подавали заявки c концепциями на участие в двух стратегических проектах биеннале, которые пройдут на двух площадках: в Государственном центре современного искусства (ГЦСИ) в составе РОСИЗО и в Московском музее современного искусства (MMOMA).
Участники основного проекта и кураторы стратегических проектов будут объявлены в марте 2018 года.

## V Московская международная биеннале молодого искусства (2016 год)
Даты проведения: июль-ноябрь 2016 года
Основной проект: Глубоко внутри
Место проведения основного проекта:  Трехгорная Мануфактура
Даты проведения основного проекта: 1 июля — 10 августа 2016 года
Комиссар биеннале (вместо упраздненной должности исполнительного директора): Екатерина Кибовская
Главный куратор: Надим Самман (Nadim Samman, род. 1983, Лестер, Великобритания) — независимый куратор, историк искусства, преподаватель. PhD, Институт искусства Курто, отделение истории искусства. Куратор более 40 выставочных проектов). C этого года куратор Биеннале является представителем новой генерации, также как и ее участники.
Учредители и организаторы: Министерство культуры Российской Федерации; Департамент культуры города Москвы; Государственный центр современного искусства; Московский музей современного искусства
Экспертный совет: Ирина Горлова (начальник отдела художественных программ ГЦСИ в составе РОСИЗО); Анна Зайцева (заместитель директора Мультимедиа Арт Музея, Москва); Екатерина Иноземцева (куратор международных программ Музея современного искусства «Гараж»); Екатерина Кибовская (комиссар V Московской международной биеннале молодого искусства); Алексей Масляев (заведующий сектором по научно-методической работе образовательного отдела ММОМА); Алексей Новоселов (руководитель выставочного отдела ММОМА); Алиса Прудникова (директор Уральского филиала ГЦСИ в составе РОСИЗО, комиссар Уральской индустриальной биеннале современного искусства); Дарья Пыркина (заместитель генерального директора ГЦСИ в составе РОСИЗО по творческой и образовательной деятельности); Сергей Хачатуров (доцент кафедры истории искусства исторического факультета МГУ, арт-критик); Елена Яичникова (куратор ММОМА)
Основной проект: «Ежедневно миллионы людей получают опыт выхода из телесности, создавая аватары в социальных сетях или участвуя в онлайн-играх. Тем временем Google Earth и воздушные перелеты делают привычным для нас “взгляд бога” — снимки из космоса, вид из иллюминатора самолета. На фоне изменения климата, превратностей мировой экономики, социальной нестабильности и нравственных последствий информационной революции поэтика побега становится все более привлекательной. Мечта о совершенном “ином” мире порождает фантазии об эмиграции на нетронутые пляжи и даже экзотические планы колонизации Марса. Но что если эти видения — ловушки, а не выход? Что если цена билета слишком высока? Каждый старт ракеты обжигает землю. Tabula rasa, “чистый лист” — лишь плод модернистского тщеславия. Его светящаяся плоскость слишком долго заслоняла собой глубину фракталов, тот факт, что под холстом или таблицей нет никакого прямоугольника. Можем ли мы представить себе радикальное содержание? Для каждого плана эвакуации нам необходимо создать тысячи новых концепций дома — не реставрации, но обновления пространств, в которых мы обитаем, пользуясь умозрительными или материальными подсказками. Вес противодействующих сил, в статике или в состоянии атаки, требует от нас новых форм борьбы», — пояснил выбор темы для биеннале Надим Самман.
Участники основного проекта: 87 молодых художников и художественных объединений, представители 36 стран
Стратегические проекты: Жуан Лаия, куратор из Португалии, представил выставку «Г И П Е Р С В Я З И» в Московском музее современного искусства в Ермолаевском переулке; Сильвия Франческини и Валерия Манчинелли, кураторы из Италии, показали проект «Время обоснованных сомнений» в залах Государственного центра современного искусства.
Дискуссионно-образовательная программа: «Цифровая экология. Искусство после интернета» прошла с 1 июля по 10 августа на территории Трехгорной мануфактуры в тех-хабе «Ключ».

## IV Московская международная биеннале молодого искусства (2014 год)[4]
Даты проведения: июль-ноябрь 2014 года
Основной проект: Время мечтать
Место проведения основного проекта:  Музей Москвы
Даты проведения основного проекта: 26 июня — 10 августа 2014 года
Главный куратор: Дэвид Эллиотт
Учредители: Министерство культуры Российской Федерации; Департамент культуры города Москвы; Государственный центр современного искусства; Московский музей современного искусства
Организаторы: Государственный центр современного искусства; Московский музей современного искусства
Соорганизатор основного проекта: Музей Москвы
Основной проект: включает работы 83 художников из 32 стран, объединенных темой «Время мечтать». Этим названием куратор подчеркивает хроническую нестабильность нашего времени и острую необходимость обретения молодым поколением мечты, надежды, возможности не слепо плыть по течению, а вложить свои силы в совершенствование мира.
Стратегические проекты: представлены на трех выставочных площадках: это выставочные залы организаторов биеннале —  ГЦСИ и ММОМА, а также новая точка на столичной карте актуального искусства – универмаг «Цветной». Семь стратегических проектов были отобраны кураторской группой биеннале из 67 заявок, поступивших на международный конкурс кураторских проектов. Состав кураторской группы: Ирина Горлова, Андрей Егоров, Карина Караева, Надежда Миндлин, Алексей Новосёлов, Дарья Пыркина, Елена Яичникова.
Специальные проекты: были приглашены организации, которые разделяют основные цели и задачи биеннале, много и последовательно работают именно с молодыми художниками, занимаются их образованием, творческим развитием и продвижением. Это специализированные школы и ВУЗы, музеи и центры современного искусства, выставочные залы и другие институции Москвы, Санкт-Петербурга, Екатеринбурга, Перми и других городов России. Всего реализовано 16 специальных проектов.
Образовательная программа: составлена куратором Антонио Джеузой, носит название «Мудрые советы» и призвана помочь молодым художникам найти ответы на самые разные вопросы, касающиеся их творческого развития и построения карьеры.

## III Московская международная биеннале молодого искусства (2012 год)[7]
Даты проведения: июль-ноябрь 2012 года
Основной проект: Под солнцем из мишуры
Место проведения основного проекта:  Центральный Дом художника, Москва
Даты проведения основного проекта: 11 июля — 10 августа 2012 года
Главный куратор: Катрин Беккер (глава Видеофорума Новой берлинской ассоциации искусств (Neuer Berliner Kunstverein (n.b.k.))
Учредители: Министерство культуры Российской Федерации; Департамент культуры города Москвы; Государственный центр современного искусства; Московский музей современного искусства
Организаторы: Московский музей современного искусства; Государственный центр современного искусства; фонд содействия развитию современного искусства «Новое искусство»
Основной проект: название темы — «Под солнцем из мишуры» — отражает проблему, ставшую ключевой в концепции проекта — неразличимость «подлинного» и «поддельного», потеря собственной идентичности в условиях ускоренной медиализации современного мира, бесконечные возможности художественного самопозиционирования при отсутствии единого направления развития.
В основной проект вошли работы 80 авторов — отдельных художников и творческих коллективов (всего 98 художников) из 33 стран, из них 11 авторов из России, 7 из Германии, 6 из США, 6 из Австрии, 4 из Пакистана, 4 из ЮАР, 3 из Израиля, 3 из Великобритании, 3 из Ирана, а также художники из Азербайджана, Аргентины, Беларуси, Вьетнама, Грузии, Индонезии, Испании, Италии, Казахстана, Китая, Мексики, Нидерландов, Польши, Румынии, Свазиленда, Словакии, Таиланда, Турции, Финляндии, Франции, Чехии, Чили, Швейцарии, Швеции.
Стратегический проект: проходил под отдельным названием — «Неокончательный анализ» — и разместился на двух площадках: в Московском музее современного искусства и в Государственном центре современного искусства. Куратором проекта выступала Елена Селина, известный российский искусствовед, критик, галерист. В стратегический проект вошли работы 71 автора из 33 стран.
Основная задача проекта «Неокончательный анализ» состояла в том, чтобы более глубоко проанализировать состояние молодежного искусства, выявить его основные тенденции и направления, шире представить контекст, в котором существуют молодые художники сегодня.
Специальная программа: сформирована главным куратором и организаторами по результатам открытого конкурса, заявки на который принимались как от отдельных кураторов, так и от кураторских групп. Всего было подано 56 заявок из 15 стран, в число которых входят США, Польша, Латвия, Иран, Бельгия, Франция, Китай и другие. Для участия в Биеннале было отобрано 17 кураторских проектов.
Специальная программа кураторских проектов представляет актуальный срез проблем и подходов, к которым обращаются молодые кураторы в современном мире. Одной из основных задач специальной программы является возможность представить широкой публике результаты сотрудничества не только между художниками, но и между кураторами молодого поколения.
Параллельная программа: включала в себя 9 проектов молодых художников и кураторов и 2 фестиваля, один из которых представлял подборку короткометражного кино, а другой — мероприятия, посвященные современному уличному искусству и способам создания нового интерфейса города, тем самым расширяя формальные границы Биеннале. Согласно условиям Биеннале, проекты, вошедшие в параллельную программу, могут осуществляться на любых площадках и не обязаны соответствовать основной теме Биеннале.
Научно-образовательная программа: представлена мероприятиями различных форматов: мастер-классы, круглые столы, лекции и кинопоказы. Целью программы является поддержка интенсивного диалога между художниками, искусствоведами, кураторами, галеристами, коллекционерами, критиками, студентами профильных ВУЗов и широкой общественностью. Участие в мероприятиях Биеннале различных профессиональных групп позволит задействовать в обсуждении художественный, теоретический и кураторский подходы к исследованию современного искусства. А использование различных форматов встреч призвано помочь изучить эти подходы и способы анализа «объективной» реальности в том виде, в каком она представлена в произведениях молодого поколения художников. Программа включает в себя два круглых стола: «Множественная реальность в современной художественной практике» и «Реальность наносит ответный удар: экономический и политический кризис и его последствия для современной художественной практики».

## II Московская международная биеннале молодого искусства (2010 год)[10]
Даты проведения: июль-ноябрь 2010 года
Основной проект: Виз-а-ви / Vis-a-Vis
Даты проведения основного проекта: 1-31 июля 2010 года
Кураторы: Даниэль Бирнбаум; Дарья Пыркина (руководитель программы «Новая генерация» Государственного центра современного искусства, кандидат искусствоведения); Дарья Камышникова
Исполнительный директор: Полина Васильева
Генеральный партнер: Фонд Михаила Прохорова
Стратегические партнеры: Государственная Третьяковская Галерея; Центр современного искусства «ВИНЗАВОД»; Центр дизайна ARTPLAY на Яузе; ПRОЕКТ_FАБRИКA; Stella Art Foundation; Центр современного искусства «М’АРС»; Школа фотографии и мультимедиа им. А. Родченко; Московский Дом фотографии
Стратегический проект: Куратор Клаудия Ароскета (Мексика) представил выставку «Пересекая границы» в Центр современного искусства «ВИНЗАВОД».
Партнеры: музей-заповедник «Царицыно»; Государственный Дарвиновский музей; музей частных коллекций «Автовилль»; фонд «Эра»; Открытая галерея; XL Галерея; галерея «ФотоЛофт»; «Nauka 254»; галерея актуального искусства RuArts; Восточная галерея; центр современной культуры «Гараж»; Центральный Дом Художника; кинотеатр «Пионер»; Зверевский центр современного искусства; квартирная галерея «Черемушки»; институт медиа, архитектуры и дизайна «Стрелка»
Участники: более 600 художников и арт-групп из России и 52 стран мира (от Японии до Мексики и Канады)
События: 60 выставок на 38 выставочных площадках

## I Московская международная биеннале молодого искусства (2008 год)[14]
Даты проведения: июль-ноябрь 2008 года
Основной проект: Стой! Кто идет?
Даты проведения основного проекта: 1-30 июля 2008 года 
Главный куратор: Дарья Пыркина (руководитель программы «Новая генерация» Государственного центра современного искусства, кандидат искусствоведения)
Кураторы: Анна Зайцева (руководитель некоммерческой выставочной программы Центра современного искусства «Винзавод»); Дарья Камышникова (руководитель школы «Свободные мастерские» при Московском музее современного искусства); Владимир Левашов (арт-директор Stella Art Foundation); Ирина Яшкова (куратор Центра современного искусства М’АРС)
Учредители: Федеральное агентство по культуре и кинематографии; Департамент культуры г. Москвы; Государственный центр современного искусства; Московский музей современного искусства
Организаторы: Государственный центр современного искусства; Московский музей современного искусства; Stella Art Foundation
Стратегические партнеры: Государственная Третьяковская галерея; Центр современного искусства Винзавод; Центр современного искусства М’АРС; Арт-лагерь Веретьево
Партнеры: ПRОЕКТ_FАБRИКА; Художественный фонд RuArts; Культурный центр Арт-Стрелка; Фонд поддержки визуальных искусств «ЭРА»; Зверевский центр современного искусства; Фонд «Современный город»; Российский государственный гуманитарный университет; Art&Science Space LABORATORIA; Клуб СИНЕ ФАНТОМ; клуб «Солянка»; Клуб Justo
Галереи: РИДЖИНА; галерея Айдан; галерея М & Ю Гельман; Gallery.Photographer.ru; FotoLoft; «Обрами и повесь»; Ателье №2; Е.К. Арт-бюро; VOLGA; L-галерея, А3; «Файн-Арт»; галерея ВХУТЕМАС; «RU.ЛИТВИН»; «АРТСтрелка-projects»; Восточная галерея
Участники: 467 художников из России и 23 стран зарубежья (Китай, Мексика, Финляндия, Швеция, Испания, Германия, Австрия, Италия, Словения, Украина, Молдова, Беларусь, Узбекистан, Польша, Греция, Нидерланды, Болгария, США, Венгрия)
События: более 80 событий (выставки, перформансы, концерты, кино-видео показы, дискуссии, круглые столы, поездки за город и многое другое) на более чем 50 площадках Москвы и Подмосковья (музеи, культурные центры, галереи, выставочные площадки, клубы, парковые зоны и другие объекты)